# Środkowy Bastion

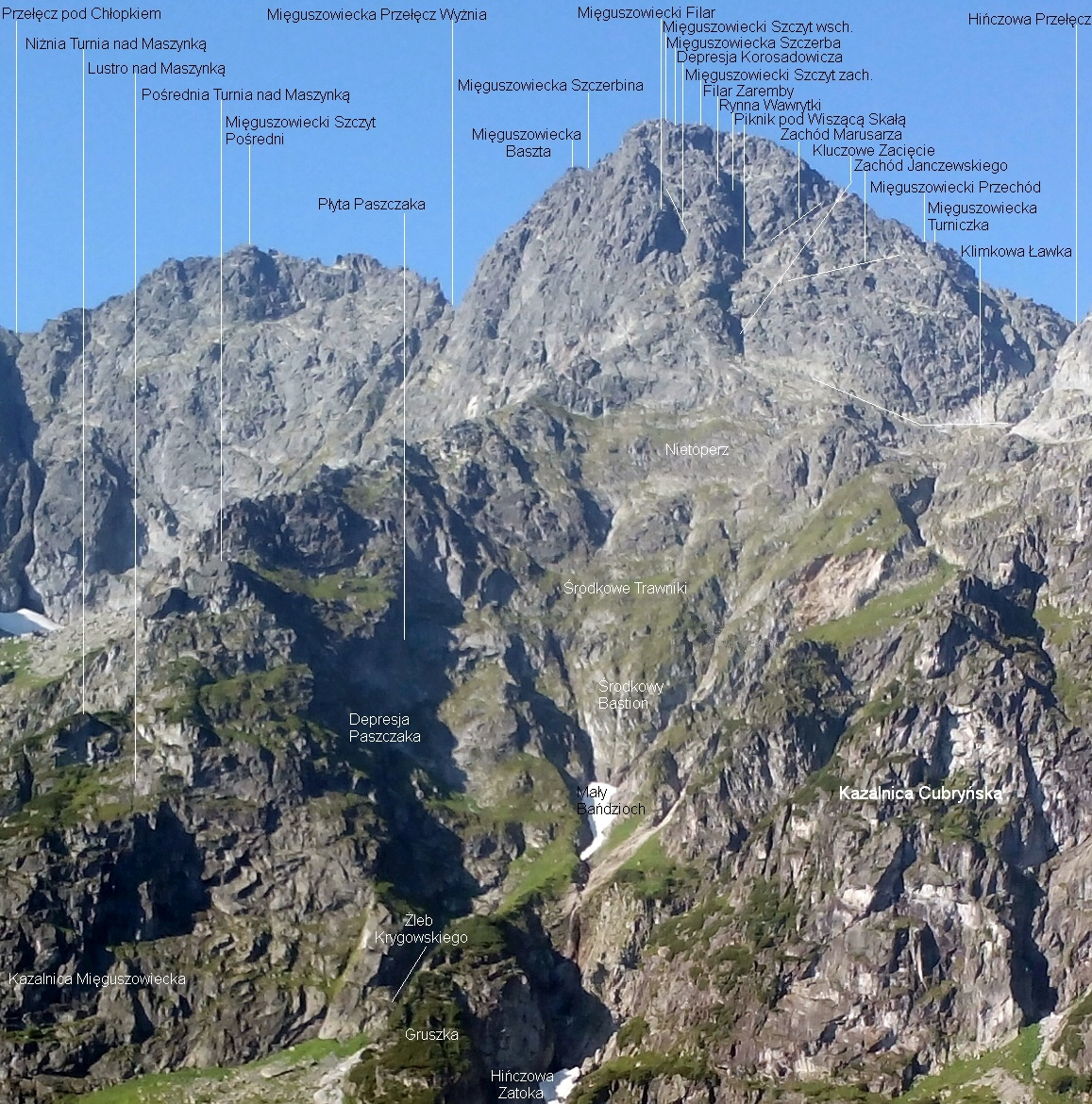
Formacje skalne na północnej ścianie Mięguszowieckiego Szczytu

Środkowy Bastion – ściana wznosząca się nad kotłem lodowcowym o nazwie Mały Bańdzioch na północnej ścianie Mięguszowieckiego Szczytu w polskich Tatrach Wysokich. Jej ograniczenie z lewej strony (patrząc od dołu) tworzy Żleb Chmielowskiego, z prawej strony Komin Krygowskiego. Ściana ma wysokość około 60 m, jest urwista, skalista, częściowo poprzerastana trawkami. Jej środek przecina rysa. Górna część ściany przechodzi w mniej strome i silniej zarośnięte Środkowe Trawniki.
Środkowym Bastionem prowadzą dwie drogi wspinaczkowe:
1. Superdirettissima – od Wielkiego Piargu najkrótszą drogą na Mięguszowiecki Szczyt. Pierwsze przejście całej drogi: Denis Davies, Wojciech Kurtyka i Jacek Rusiecki 2–3 lutego 1974 r. W Środkowym Bastionie prowadzi środkową rysą. Jej przejście to V, A0 w skali tatrzańskiej[2]
2. Droga klasyczna – z Wielkiego Piargu na Mięguszowiecki Szczyt ale łatwiejszymi trasami. Jeden z jej wariantów prowadzi po prawej stronie rysy bardzo stromymi trawnikami, zwietrzałymi żeberkami i skośnymi półeczkami na kruchy, stromy, skalisto-trawiasty filar. Nim na Środkowe Półki. To przejście ma trudność III, w jednym miejscu IV i jest kruche i ryzykowne[2].

Autorem nazwy ściany jest Władysław Cywiński.